# Raufoss

Raufoss en stad som utgör centralort i Vestre Totens kommun i Innlandet fylke i Norge. Orten ligger längst norrut i kommunen. Namnet kommer från gården Raufossen, som troligen grundades före Digerdöden.
Orten har tidigare utgjort en tätort men räknas sedan 2023 istället som en del av tätorten Gjøvik.

## Historia
1854 började det som skulle bli en av de största industrihändelserna i Norge. Orten fick en efter förhållandena stor liesmedja, som byggdes strax öster om Hunnselva, söder om gården Raufossen. 1868 såldes Raufoss gård till ett intressebolag och fem år senare startade Rødfos Tændstikfabrik. I samband med detta byggdes arbetarbostäder på gårdens tidigare ägor, en av dessa finns idag bevarad på Toten Økomuseum längre österut i kommunen.
1895 köpte staten tändsticksfabriken och året efter startade Rødfos Patronfabrikk verksamheten. Statens lager av ammunition från Kristiania till Raufoss och många arbetare följde med.
Raufoss Ammunisjonsfabrikker startade produktion av bildelar på 1960-talet. Detta är nu huvudsysselsättningen i Raufoss industripark.
Till följd av tillväxten blev kravet på en egen kyrka på orten allt starkare, och 1939 invigdes Raufoss kyrka på platsen för ett tidigare kapell. Baptistförsamlingen fick en egen kyrka på 1920-talet. Det finns och en frikyrklig församling.
Under 1900-talet ökade invånarantalet snabbt och nya bostadsområden växte upp. Tollerud i västra delen av Raufoss etablerades tidigt runt ett tidigare småbruk och blev totalt utbyggt under 1950-talet och därefter. Nyare bostadsområden är Lønnberget, Grimsås och Åkersvefältet, som byggdes ut i början av 1980-talet.

## Kommunikation
Gjøvikbanan passerar genom Raufoss, järnvägsstationen är dock obemannad .

## Församlingar
Följande samfund har församlingar i Raufoss
- Norska kyrkan
- Baptistkyrkan
- Evangeliska lutherska frikyrkan
- Frälsningsarmén
- Normisionen

## Bilder

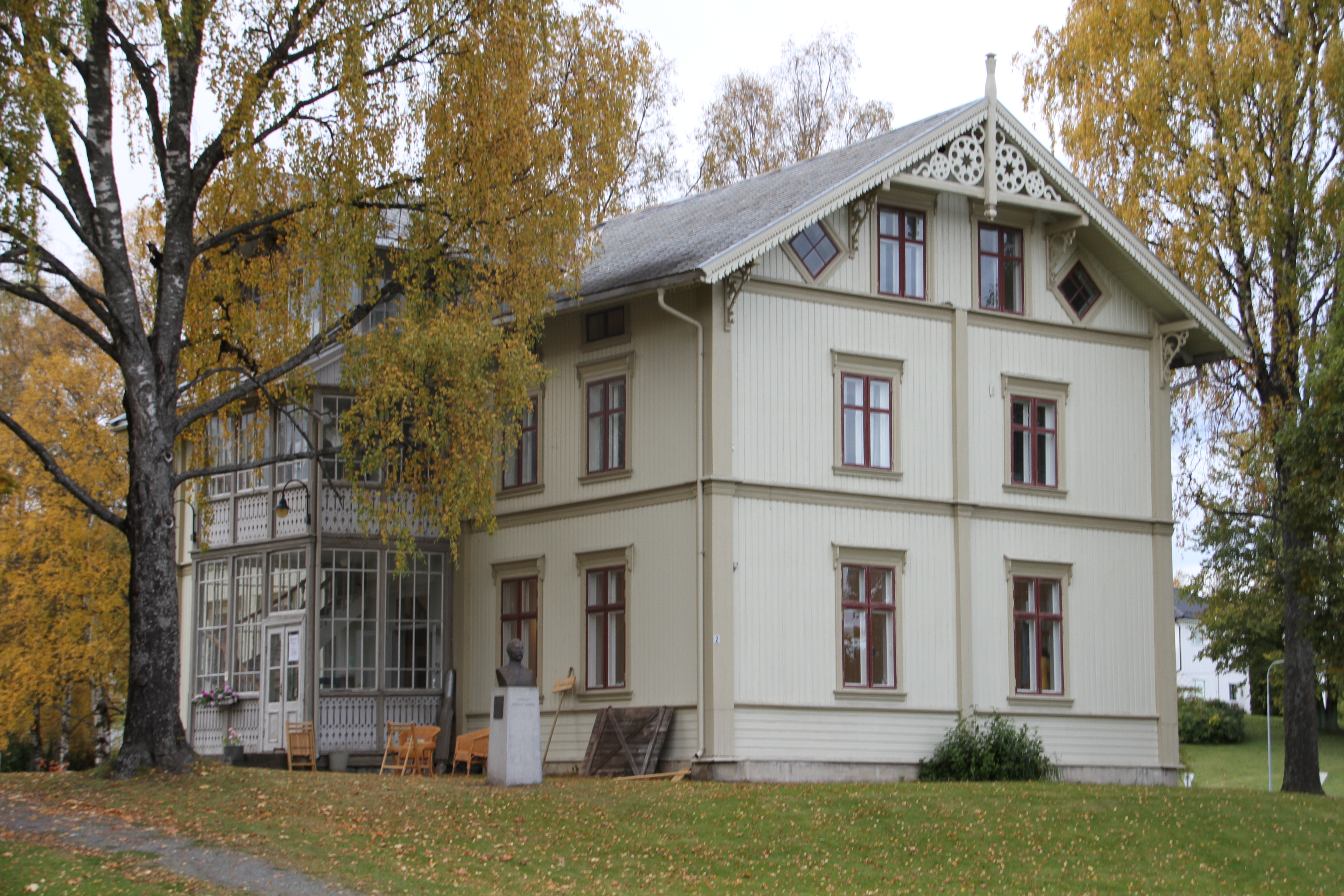
Raufoss gård.
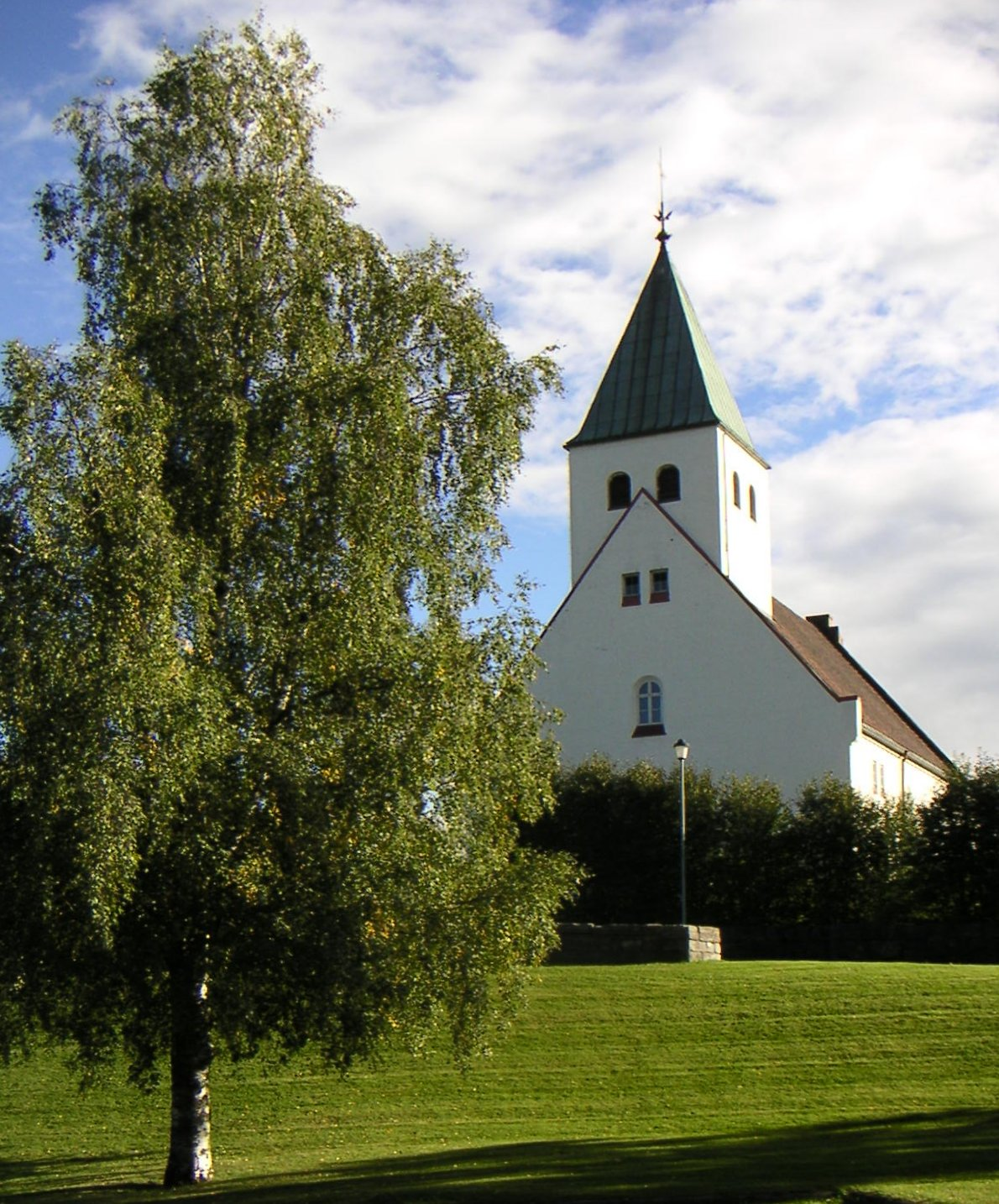
Raufoss kyrka.
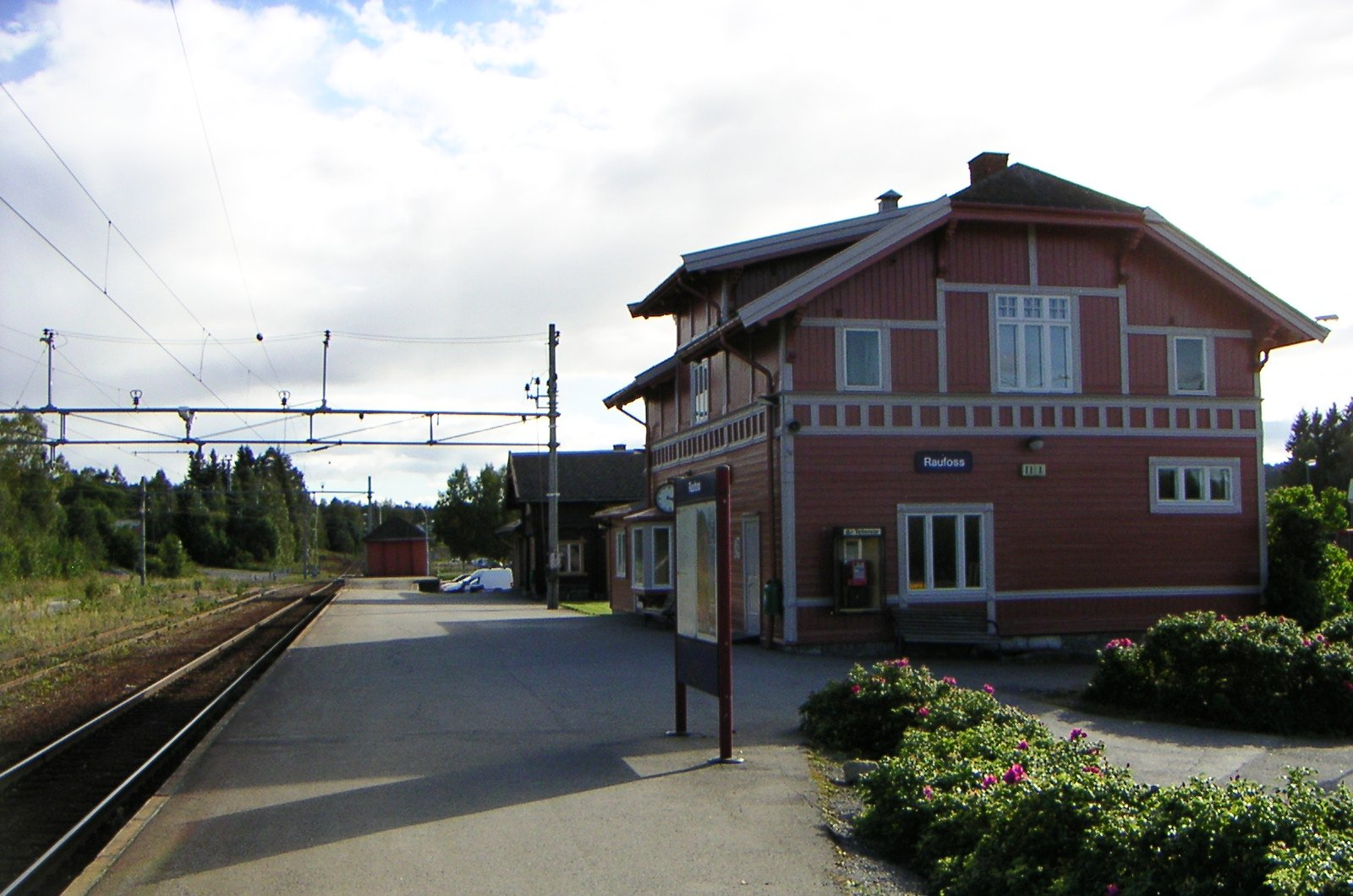
Raufoss järnvägsstation.